# Thunderstrike Fight League

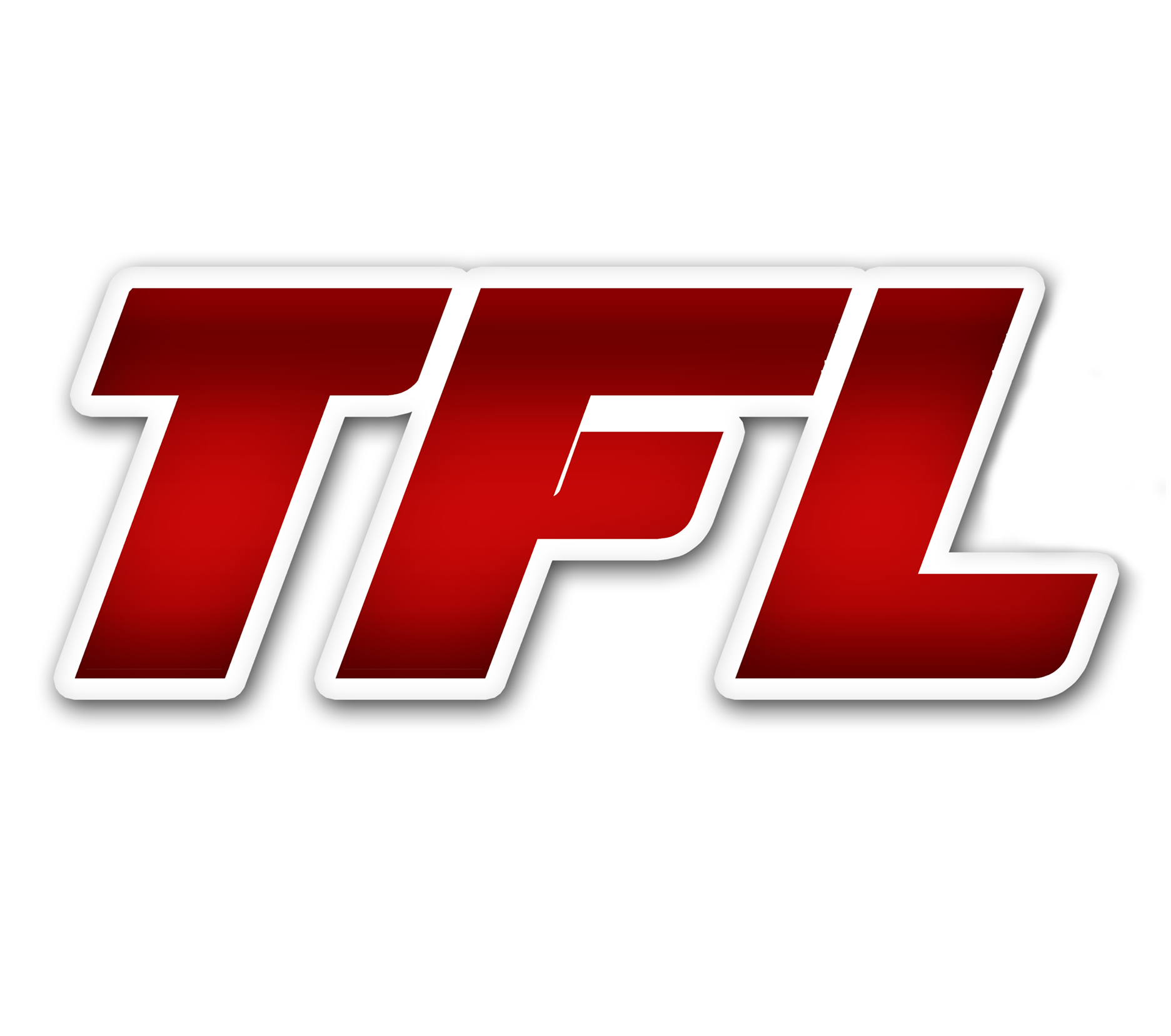
Logo

Thunderstrike Fight League, TFL – polska organizacja promująca walki MMA. Imprezy organizowane są głównie na terenach województwa lubelskiego, a założycielem federacji jest Jacek Sarna.

## Zasady
Pojedynki odbywają się w oktagonie o średnicy dziesięciu metrów, na dystansie trzech rund po pięć minut każda. Zawodnicy rywalizują między sobą – toczą walki na ogólnie przyjętych zasadach MMA. Nad przebiegiem zawodów czuwa licencjonowany sędzia ringowy, trzech arbitrów punktowych oraz wykwalifikowany cutman. Podczas każdej imprezy o zdrowie zawodników i uczestników wydarzenia dba sztab medyczny pogotowia ratunkowego oraz jednostka straży pożarnej. Na wszystkich imprezach za bezpieczeństwo widzów odpowiadają profesjonalnie przeszkolone służby porządkowe.

## Historia
Pierwsza gala TFL odbyła się 8 listopada 2013 roku w Lublinie. W walce wieczoru Izabela Badurek poddała duszeniem trójkątnym rękoma Weronikę Zygmunt w pierwszej rundzie. Ponadto w MOSiRskiej hali wystąpili tacy zawodnicy jak: Paweł Obrzut, Paweł Latało, Damian Biłas, Grzegorz Lipski, Michał Bartoszewicz czy Jakub Piesiewicz.
Na drugiej gali TFL w walce wieczoru spotkało się dwóch weteranów Michał Kita oraz DJ Linderman. Pojedynek zwyciężył Polak po świetnej walce, tym samym zrewanżował się Amerykanowi za porażkę z gali Fighters Arena 8: Night of Heavyweights. Tomasz Janiszewski poddał dźwignią na staw łokciowy w pierwszej rundzie zawodnika z Ukrainy, Sergieja Sokha.
Na gali TFL 3 Adam Maciejewski znokautował w głównym wydarzeniu Jewgienija Boldyrewa. Filip Wolański znokautował Karola Labe w pierwszej rundzie pojedynku.
Podczas gali TFL 6 / PLMMA 46 odbył się pierwszy historyczny pojedynek o pas mistrzowski w wadze lekkiej. Już w pierwszej rundzie Grzegorz Szulakowski zwyciężył pojedynek przez TKO z Łukaszem Bieńkiem. Na gali wystąpili także tacy zawodnicy jak: Hubert Szymajda, Cezary Kęsik, Sebastian Kotwica, Michał Oleksiejczuk czy wielu innych.
16 stycznia 2016 w walce wieczoru odbył się pierwszy pojedynek o pas mistrzowski w wadze półciężkiej, pomiędzy Michałem Oleksiejczukiem i Łukaszem Borowskim. Pojedynek efektownie w drugiej rundzie zwyciężył Oleksiejczuk, zdobywając tytuł mistrzowski. Podczas tej gali także nie zabrakło emocji w remisowej walce Jakuba Piesiewicza z Mikołajem Kałudą, czy szybkiego skończenia przed czasem Cezarego Kęsika, który zafundował techniczny nokaut Janowi Kwiatoniowi.
12 listopada 2016 odbyła się po raz kolejny gala w Lublinie. Michał Oleksiejczuk obronił swój pas przeciwko Łukaszowi Klingerowi, kończąc przeciwnika technicznym nokautem w pierwszej odsłonie walki. Podczas gali mogliśmy obejrzeć także rewanżowy pojedynek pomiędzy Jakubem Piesiewiczem oraz Mikołajem Kałudą. Tym razem panowie walczyli o pas mistrzowski wagi koguciej, który zdobył Jakub Piesiewicz, zasypując rywala ciosami w drugiej rundzie.
Na gali TFL 10 mistrz wagi półciężkiej Michał Oleksiejczuk oraz mistrz wagi koguciej Jakub Piesiewicz obronili swoje pasy, obaj zawodnicy skończyli swoje pojedynki przed czasem. Zapaśnik z Kraśnika Sebastian Kotwica znokautował wysokim kopnięciem na głowę Sławomira Szczepańskiego, oraz podczas gali toczyły się inne ciekawe boje, których łącznie było aż siedemnaście.
Podczas gali TFL 11: Slava Republic 2 w Kraśniku po raz pierwszy w historii wagi średniej wyłonił się mistrz, Cezary Kęsik zwyciężył przez TKO w drugiej rundzie z Mateuszem Ostrowskim. W ciekawy sposób mistrz dywizji półciężkiej, Michał Oleksiejczuk skończył ciosem na wątrobę Brazylijczyka - Charlesa Andrade w pierwszej rundzie. Sebastian Kotwica po dobrej walce wypunktował doświadczonego Brazylijczyka, Guilherme'a Cadena.
Na gali TFL 13: Noxy Night w walce wieczoru wyłonił się kolejny mistrz, tym razem kategorii lekkiej. Doświadczony Brazylijczyk Guilherma Cadena zwyciężył z Hubertą Szymajdą poprzez dyskwalifikację Polaka za nielegalny soccer kick, w związku z tym zdobył tytuł mistrzowski. W pojedynku kobiet powracająca do klatki TFL Izabela Badurek skończyła swoją rywalkę w trzeciej rundzie poprzez ciosy.
20 października 2018 roku podczas gali TFL 15: Noxy Night Hubert Szymajda w walce wieczoru zdobył tymczasowy pas mistrzowski wagi lekkiej, pokonując Roberta Maciejowskiego na przestrzeni trzech rund. Jakub Piesiewicz obronił swój tytuł w pojedynku z Mariuszem Joniakiem. Na karcie odbyło się łącznie 12 pojedynków w których wystąpili także m.in. Sławomir Kołtunowicz, Kamil Piegat, Kamil Dołgowski, Cezary Oleksiejczuk, Robert Hałota, Marcin Skrzek, Patryk Kaczmarczyk czy Robert Ruchała.
28 września 2019 w głównym wydarzeniu o pas wagi półśredniej Francuz Nassourdine Imawow poddał kimurą polskiego zawodnika - Mateusza Głucha, zdobywając tytuł mistrzowski. W efektowny sposób Jakuba Ozga poddał duszeniem zza pleców Tobiasza Lewandowskiego. Na gali nie zabrakło także 11 innych pojedynków.
Podczas świątecznej gali TFL 19: Christmas Time Cezary Kęsik w głównej walce wygrał przez TKO w pierwszej rundzie z Jussiem Halonenem oraz po raz drugi obronił swoje mistrzostwo w wadze średniej. Hubert Szymajda stracił mistrzowski pas na rzecz Jerrego Kvarnstroma, który poddał Polaka duszeniem Von Flue.
7 marca 2020 roku odbyła się 20 jubileuszowa gala TFL. W głównej walce wieczoru Mateusz Głuch pokonał jednogłośną decyzją sędziów Damiana Adamiuka. Co-Main Eventem wydarzenia był pojedynek Karola Kutyły z Arturem Krawczykiem, to starcie zwyciężył ten pierwszy, który znokautował przeciwnika latającym kolanem oraz ciosami kończącymi w parterze. Na gali w Radomiu odbyło się jeszcze 12 pozostałych walk.
30 października 2021 po ponad pięcio-letniej przerwie odbyła się druga gala w Garwolinie, jednak tym razem w Hali Stulecia. W walce wieczoru powracający po 4-latach przerwy Sebastian Kotwica pokonał doświadczonego rywala z Brazylii – Marcosa Schmitza, jednogłośną decyzją sędziowską. Co-Main Eventem wydarzenia było starcie byłego pretendenta do pasa mistrzowskiego TFL w wadze półśredniej – Mateusza Głucha z Pawłem Białasem. Walkę zwyciężył Białas, poddając Głucha duszeniem gilotynowym w drugiej rundzie. Mateusz Gola skończył ciosami w drugiej rundzie Tobiasza Lewandowskiego. Łukasz Osiak poddał dźwignią na staw łokciowy Bartłomieja Nowaka, również w drugiej odsłonie walki. Reszta pojedynków dotrwała do końcowych decyzji sędziowskiej.
28 października 2022 federacja Thunderstrike Fight League po raz pierwszy w historii zorganizowało galę we Włodawie. Planowaną walką wieczoru gali TFL 25 miało być starcie pomiędzy aktualnym mistrzem kategorii średniej, Cezarym Kęsikiem oraz pretendentem do pasa Pawełem Białasem. Ostatecznie mistrz musiał wycofać się z tej walki z powodu kontuzji żeber, a nowym rywalem Białasa w pojedynku o pas tymczasowy kategorii średniej został doświadczony Mateusz Strzelczyk. Walkę przez TKO w drugiej odsłonie zwyciężył Strzelczyk. W Co-Main Evencie nie obyło się także bez zmiany w zestawieniu. Pierwotnie mistrz TFL kategorii półśredniej Karol Skrzypek miał przystąpić do pierwszej obrony pasa, w konfrontacji z byłym mistrzem TFL kategorii lekkiej, Guilherme Cadeną, jednak Skrzypek podobnie jak Kęsik doznał urazu, który wykluczył go z walki. Nowym Co-Main Eventem był pojedynek Mateusza Głucha z Cadeną, który gwarantował wygranemu stoczenie następnej walki o pas. Brazylijczyk zakończył pojedynek poddaniem już w pierwszej rundzie. Poza głównymi walkami wieczoru odbyło się 10 dodatkowych pojedynków.
30 października 2022 założyciel organizacji TFL – Jacek Sarna zapowiedział wprowadzanie systemu VAR (wideo weryfikację), które zastosowane będzie już oficjalnie od następnej gali TFL.
Kolejna, już 26. numerowana gala TFL odbyła się w garwolińskiej Hali Stulecia. W głównej walce wieczoru mistrz kategorii półśredniej Karol Skrzypek w końcu przystąpił do pierwszej obrony tytułu, gdzie zmierzył się w konfrontacji z Brazylijczykiem, Flávio Piną de Sousą. To starcie trwało pełen dystans, a zwycięstwo po trzech rundach jednogłośnie na punkty odnotował aktualny mistrz. W drugiej walce wieczoru spotkali się zawodnicy wagi ciężkiej, którzy dopiero zadebiutowali na tej gali w mieszanych sztukach walki m.in. przedstawiciel Garwolina, Łukasz Mikulski oraz wchodzący w zastępstwo na kilka dni przed tą galą, Paweł Marciniak. Walkę poddaniem w drugiej rundzie zwyciężył Mikulski. We wcześniejszych walkach z karty głównej zwycięstwa  w pierwszych rundach odnieśli m.in. Guilherme Cadena (po poddaniu Mateusza Goli), Grzegorz Steć (po znokautowaniu technicznie Władysława Jaszuka) czy Baysangur Achmadow (po poddaniu Łukasza Osiaka). Podczas tej imprezy miała miejsce także walka Extra Fight w formule grapplerskiej na zasadach submission fightingu (EBI), w której wystartowali Jakub Piesiewicz oraz Kuba Witkowski. To starcie po dogrywce na punkty zwyciężył ten pierwszy.
29 lipca 2023 po raz pierwszy TFL zawitało do miasta Końskie i zorganizowało galę nr 27 w hali ZOSiR. W głównej walce mistrz dywizji półśredniej Karol Skrzypek znokautował w drugiej odsłonie reprezentanta Brazylii, Joela dos Santosa. Zaś w drugiej walce wieczoru Artur Krawczyk zmusił do poddania się już w pierwszej rundzie byłego mistrza TFL w wadze lekkiej, Jerry’ego Kvarnströma. W pozostałych pojedynkach triumfowali m.in. Miłosz Kruk, Marcin Skarżycki, Kamil Turalski czy Filip Jarocki. Dodatkowo poza starciami w MMA odbyła się także walka w boksie oraz kick-boxingu. W szermierce na pięści Paweł Nowaczyński zwyciężył jednogłośnie na punkty z Krzysztofem Ogłozą, zaś w tej drugiej, kick-bokserskiej z zasadami K-1 Wojciech Kaźmieruk pokonał przez TKO w drugiej rundzie Mateusza Dzika. Transmisja z tego wydarzenia była dostępna na oficjalnym kanale Youtube federacji TFL (kanał: TFL Thunderstrike Fight League).
7 października 2023 organizacja po raz pierwszy w historii zorganizowała galę w Skarżysku-Kamiennej. W głównej walce wieczoru gali TFL 28 Kamil Giez zdobył pas mistrzowski w wadze koguciej po pokonaniu przez TKO w pierwszej rundzie Wenezuelczyka, Francisco Javiera Asprilla Martineza. Zaś w tzw. Co-Main Evencie (drugiej najważniejszej walce wieczoru) Miłosz Kruk także wygrał przez techniczny nokaut w tej samej odsłonie z byłym mistrzem Jerrym Kvarnströmem. Trumfy odnieśli także tacy zawodnicy jak m.in. Konrad Rusiński, Sławomir Kołtunowicz, Oskar Rembak czy Kamil Mękal. Dodatkowo na tym wydarzeniu odbyły się dwa pojedynki kick-bokserskie na zasadach K-1, w których zwyciężali Kamil Duran z Mateuszem Dzikiem oraz Jakub Posłowski z Rafałem Krasuskim. Galę otworzył pojedynek bokserski Michała Kowalenko z Krzysztofem Ogłozą.
Po ponad 4 latach przerwy TFL powróciło do Kraśnika i 24 lutego 2024 federacja zorganizowała galę TFL 29, zatytułowaną I'm coming home. W walce wieczoru do pierwszej obrony tytułu przystąpił mistrz wagi koguciej Kamil Giez, który pokonał Brazylijczyka Dayvisona Silvę. W Co-Main Evencie po pas wagi piórkowej sięgnął Miłosz Kruk, zwyciężając nad niepokonanym Ukraińcem Dimitro Lastowetskjim. Po rocznej przerwie powrócił do klatki TFL były mistrz dywizji koguciej Jakub Piesiewicz, który pokonał w swoim drugim grapplingowym pojedynku weterana organizacji, Sebastiana Kotwicę.

## Mistrzowie

### Aktualni mistrzowie
| Kategoria            | Waga                 | Mistrz             | Od                   | Obrony tytułu |
| -------------------- | -------------------- | ------------------ | -------------------- | ------------- |
| Ciężka               | do 120,2 kg (265 lb) |                    |                      |               |
| Półciężka            | do 93 kg (205 lb)    | Wakat              |                      |               |
| Średnia              | do 83,9 kg (185 lb)  | Cezary Kęsik       | 27 września 2024     | 0             |
| Średnia (Tymczasowy) | do 83,9 kg (185 lb)  | Mateusz Strzelczyk | 28 października 2022 | 0             |
| Półśrednia           | do 77,1 kg (170 lb)  | Kamil Szymuszowski | 28 czerwca 2025      |               |
| Lekka                | do 70,3 kg (155 lb)  | Miłosz Kruk        | 21 grudnia 2024      | 0             |
| Piórkowa             | do 65,8 kg (145 lb)  | Miłosz Kruk        | 24 lutego 2024       | 0             |
| Kogucia              | do 61,2 kg (135 lb)  | Kamil Giez         | 28 czerwca 2025      |               |

## Historia mistrzów

### Waga półciężka (do 93 kg)
| Nr    | Mistrz                                            | Od                       | Do                   | Obrony tytułu                                                                                             |
| ----- | ------------------------------------------------- | ------------------------ | -------------------- | --- |
| 1.    | Michał Oleksiejczuk (pokonał Łukasza Borowskiego) | 16 stycznia 2016 (TFL 8) | 14 października 2017 | - pokonał Łukasza Klingera 19 listopada 2016 (TFL 10) - pokonał Charlesa Andrade 1 kwietnia 2017 (TFL 11) |
| Wakat | Wakat                                             |                          |                      | Oleksiejczuk podpisał kontakt z UFC.                                                                      |

### Waga średnia (do 83,9 kg)
| Nr         | Mistrz                                       | Od                            | Do       | Obrony tytułu |
| ---------- | -------------------------------------------- | ----------------------------- | -------- | --- |
| 1.         | Cezary Kęsik (pokonał Mateusza Ostrowskiego) | 1 kwietnia 2017 (TFL 11)      | 2022     | - pokonał Mikhaila Bureshkina 9 marca 2019 (TFL 16) - pokonał Jussia Tuhmisa Halonena 21 grudnia 2019 (TFL 19) - pokonał Giorgia Lobzhanidza 7 marca 2020 (TFL 20) |
| Wakat      | Wakat                                        |                               |          | Kęsik z powodu regularnych startów w KSW oraz braku obrony tytułu przez okres dwóch lat, stracił pas mistrzowski.                                                  |
| Tymczasowy | Mateusz Strzelczyk (pokonał Pawła Białasa)   | 28 października 2022 (TFL 25) | aktualny | |
| 2.         | Cezary Kęsik (pokonał Krystiana Bielskiego)  | 27 września 2024 (TFL 31)     | aktualny | |

### Waga półśrednia (do 77,1 kg)
| Nr    | Mistrz                                       | Od                        | Do               | Obrony tytułu |
| ----- | -------------------------------------------- | ------------------------- | ---------------- | --- |
| 1.    | Nassourdine Imawow (pokonał Mateusza Głucha) | 28 września 2019 (TFL 18) | 19 września 2020 | |
| Wakat | Wakat                                        |                           |                  | Imawow podpisał kontrakt z UFC. |
| 2.    | Karol Skrzypek (pokonał Mateusza Głucha)     | 25 lutego 2022 (TFL 24)   | aktualny         | - pokonał Flávio Pine de Souse 25 lutego 2023 (TFL 26) - pokonał Joela dos Santosa 29 lipca 2023 (TFL 27) - pokonał Juniora Orgulho 23 marca 2024 (TFL 30) |

### Waga lekka (do 70,3 kg)
| Nr         | Mistrz                                           | Od                            | Do                       | Obrony tytułu |
| ---------- | ------------------------------------------------ | ----------------------------- | ------------------------ | --- |
| 1.         | Grzegorz Szulakowski (pokonał Łukasza Bieńka)    | 24 stycznia 2015 (TFL 6)      | 23 maja 2015             | |
| Wakat      | Wakat                                            |                               |                          | Szulakowski podpisał kontrakt z KSW.                                                                                                  |
| 2.         | Guilherme Cadena (pokonał Huberta Szymajdę)      | 23 marca 2018 (TFL 13)        | 2018                     | Cadena odrzucił dwie oferty proponowanych rywali na obronę tytułu, w związku z tym federacja odebrała mu status oraz pas mistrzowski. |
| Tymczasowy | Hubert Szymajda (pokonał Roberta Maciejowskiego) | 20 października 2018 (TFL 15) | 2019                     | |
| 3.         | Hubert Szymajda                                  | 2019                          | 21 grudnia 2019 (TFL 19) | Szymajda stał się pełnoprawnym mistrzem.                                                                                              |
| 4.         | Jerry Kvarnström (pokonał Huberta Szymajdę)      | 21 grudnia 2019 (TFL 19)      | 7 marca 2020 (TFL 20)    | |
| 5.         | Marcin Skrzek (pokonał Jerrego Kvarnstroma)      | 7 marca 2020 (TFL 20)         | 2020                     | |
| Wakat      | Wakat                                            |                               |                          | Skrzek podpisał kontrakt z Babilon MMA.                                                                                               |
| 6.         | Miłosz Kruk (pokonał Artura Szota)               | 21 grudnia 2024 (TFL 32)      | aktualny                 | |

### Waga piórkowa do 65,8 kg
| Nr | Mistrz                                      | Od                      | Do       | Obrony tytułu |
| -- | ------------------------------------------- | ----------------------- | -------- | ------------- |
| 1. | Miłosz Kruk (pokonał Dimitro Lastowetskjia) | 24 lutego 2024 (TFL 29) | aktualny |               |

### Waga kogucia (do 61,2 kg)
| Nr    | Mistrz                                                    | Od                           | Do                   | Obrony tytułu                                                                                   |
| ----- | --------------------------------------------------------- | ---------------------------- | -------------------- | ----------------------------------------------------------------------------------------------- |
| 1.    | Jakub Piesiewicz (pokonał Mikołaaj Kałuda)                | 12 listopada 2016 (TFL 10)   | N/A                  | - pokonał Mariusza Joniaka 20 października 2018 (TFL 15)                                        |
| Wakat | Wakat                                                     | N/A                          | 7 października 2023  | Piesiewicz zakończył karierę sportową.                                                          |
| 2.    | Kamil Giez (pokonał Francisco Javiera Asprilla Martineza) | 7 października 2023 (TFL 28) | 27 września 2024     | - pokonał Dayvisona Silvę 24 lutego 2024 (TFL 29)                                               |
| 3.    | Kamil Korzeniowski (pokonał Kamila Gieza)                 | 27 września 2024             | 28 października 2024 |                                                                                                 |
| Wakat | Wakat                                                     |                              |                      | Korzeniowski nie przyjął propozycji obrony tytułu i podpisał kontrakt z organizacją Strife MMA. |